# Hesperapis ilicifoliae
Hesperapis ilicifoliae är en biart som först beskrevs av Cockerell 1910.  Hesperapis ilicifoliae ingår i släktet Hesperapis och familjen sommarbin. Inga underarter finns listade i Catalogue of Life.